# (74462) 1999 CR37
(74462) 1999 CR37 – planetoida z pasa głównego asteroid okrążająca Słońce w ciągu 5,3 lat w średniej odległości 3,04 j.a. Odkryta 10 lutego 1999 roku.